# Mesures de restriction de la circulation routière
Cet article concerne les mesures de régulation non monétaires. Pour les mesures monétaires, voir Péage urbain.
Cet article concerne l´alternance du droit de circuler. Pour l’alternance du sens de circulation, voir Circulation alternée.
Les mesures de restriction de la circulation routière concernent les limitations au droit de circuler de certaines catégories d'usagers visant à diminuer et fluidifier la circulation routière afin de réduire l’encombrement, la pollution de l'air, les risques d'accident de la route, ceux liés au transport de matières dangereuses ou les risques sanitaires comme pendant la pandémie de Covid-19. Elles peuvent être temporaires ou permanentes.

## Précédent historique
La première mise en œuvre connue de restrictions de l’accès au réseau routier s’est déroulée dans l’Empire romain, quand les chars tirés par des chevaux ont créé de graves problèmes dans plusieurs villes romaines. En 45 av. J.-C., Jules César a déclaré le centre de Rome fermé de 6 à 16 heures à tous les véhicules à l'exception de ceux transportant des prêtres, des fonctionnaires, des visiteurs ou des citoyens de haut rang.

## Types de restrictions

### Selon la taille, le poids, le fret

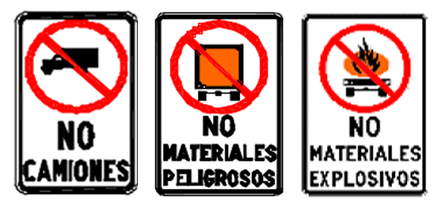
Signes utilisés en Amérique centrale pour limiter le transit de camions ou les transports dangereux.

Dans la plupart des pays, il existe des restrictions prévues par la loi ou le code de la circulation selon le poids ou la taille des véhicules. Les camions sont particulièrement concernés et l’accès aux zones résidentielles ou commerciales, ou à certains périmètres urbains, peut leur être interdit. De même concernant le transport de marchandises potentiellement dangereuses, l'accès peut être limité ou interdit sur certains tronçons, par exemple des tunnels ou des ponts.

### Selon la pollution générée
Certaines restrictions visent particulièrement les véhicules les plus polluants.

### Limitation de vitesse
Lors de pics de pollution, certains pays prévoient d’appliquer des limitations de vitesse, en particulier sur les autoroutes.

### Lors d’événements
Il existe aussi des restrictions temporaires appliquées lors d’événements culturels, sportifs ou festifs, pour permettre l'usage exclusif de la chaussée par les piétons, les sportifs ou les transports publics. Les rues scolaires sont par exemple fermée à l'heure de rentrée et de sortie des classes.

### Rationnement de l'espace routier
Afin de faire face à l’encombrement, à la pollution ou à une trop grande consommation de produits pétroliers, certaines villes imposent des restrictions de circulation qui touchent, selon le jour, certaines parties du parc automobile.
Cette mesure est souvent fondée sur le dernier chiffre de la plaque d’immatriculation, sous le nom de « circulation alternée ». Au Costa Rica et au Honduras, des restrictions ont été introduites afin de réduire la consommation de pétrole en raison de la hausse des prix depuis 2003. Le cas du Honduras est unique, la mesure s’appliquant à tout le pays et les utilisateurs devant sélectionner librement le jour où ils ne pourront pas circuler[réf. nécessaire].

## Circulation alternée
Une mesure de restriction est la mise en place d’une alternance au droit de circuler dans une ville ou son agglomération.

### Objectifs
Plusieurs États et grandes villes ont introduit dans leur règlementation la possibilité d'une circulation alternée pour lutter contre la pollution atmosphérique. Elle a pour but de contribuer à diminuer ou limiter la présence d'un ou plusieurs polluants générés par la circulation automobile, lorsque ceux-ci atteignent des seuils jugés particulièrement néfastes pour la santé.

### Fonctionnement
La disposition peut être exceptionnelle, activée automatiquement selon le degré de pollution, ou encore permanente. Elle peut être mise en force à la suite de fortes pollutions et de mauvaises conditions de dispersion atmosphérique. Elle s´applique sur un secteur donné.
Quand la mesure est exceptionnelle, elle s'applique pour une période donnée et son application peut être revue de jour en jour. La circulation automobile est alors interdite en fonction de l'évolution du niveau de pollution et ce le plus souvent de façon alternée en fonction du chiffre terminal de la plaque d'immatriculation (la ville de Mexico applique elle une double restriction). Le système le plus connu est dit des « numéros pairs et impairs » : les véhicules avec un numéro d'immatriculation finissant par un chiffre pair peuvent circuler si le jour est pair, les véhicules dont le numéro finit par un chiffre impair si le jour est impair.
En Chine, deux chiffres sur dix sont interdits chacun des cinq jours de la semaine de travail. Au Mexique le système fonctionne avec des pastilles de couleur sur les plaques d'immatriculation.
Les restrictions ne s´appliquent pas aux véhicules d'urgence, de secours, de police ou de service public. Ces exceptions pouvant être étendues aux véhicules non ou peu polluants (véhicules électriques, hybrides, au gaz, etc.) ou transportant au moins un nombre minimal de personnes (pour favoriser le covoiturage).

### Exemples

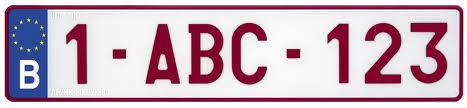
Plaque d'immatriculation belge.

#### Belgique
À Bruxelles, une ordonnance est entrée en vigueur le 1er janvier 2009 contant un plan d'alerte en cas de pic de pollution. Il distingue trois niveaux de mesures allant de la simple incitation à l'utilisation des transports alternatifs à la voiture jusqu'à l'interdiction totale de la circulation pour les voitures. Au second niveau d'alerte, un système d'alternance commence en fonction du dernier chiffre de la plaque d'immatriculation des véhicules (pair/impair). Des dérogations sont accordées pour les transports en commun, les véhicules d'utilité publique ainsi pour certains véhicules dits « propres ». L'ordonnance est d'application dans toute la région dès le lendemain du pic à l'origine du déclenchement du plan.

#### Chine

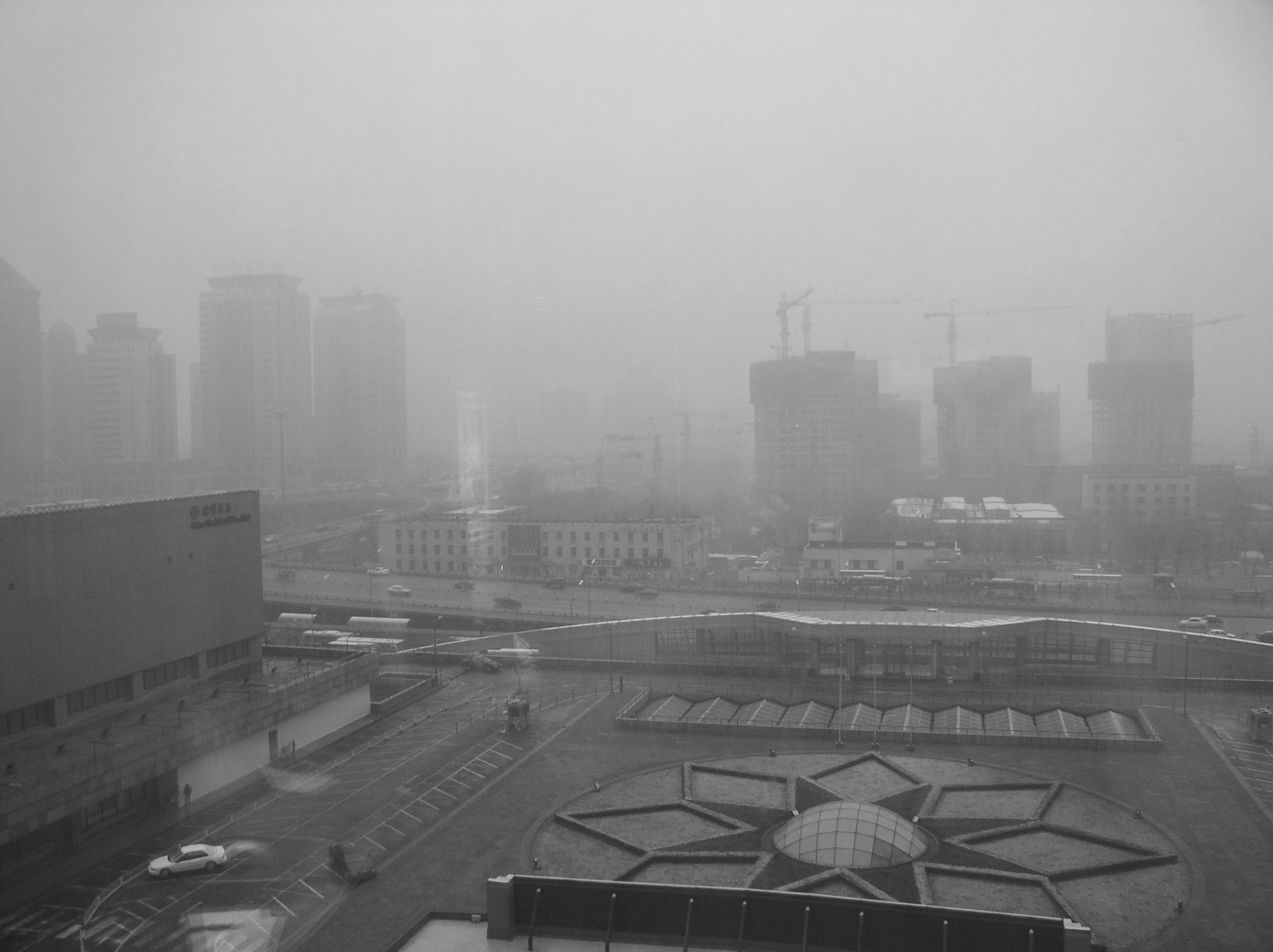
Pollution intense à Pékin.

Dans l'optique de réduire la pollution atmosphérique pour les Jeux olympiques d'été de 2008, le gouvernement a introduit la circulation alternée pair-impair à Pékin. Du fait de son efficacité, elle fut prolongée après les évènements sportifs, deux chiffres sur dix étant interdits chacun des cinq jours de la semaine. L'amende est de 200 yuans.

#### Espagne
Dans la ville de Madrid, une circulation alternée fondée sur les plaques d’immatriculation est activée automatiquement si les taux de dioxyde d'azote dépassent un certain seuil. Cette restriction est appliquée, pour la première fois en Espagne, le jeudi 29 décembre 2016.

#### France
La circulation alternée est une disposition réglementaire, applicable par décision préfectorale en application d'un arrêté préfectoral, lors d'une pointe de pollution atmosphérique constatée ou imminente, relative au dépassement du « seuil d'alerte » de l'arrêté préfectoral en vigueur.
Avant décembre 2016, elle n'avait été mise en application que trois fois en France et uniquement sur Paris et petite couronne. Une première fois le 1er octobre 1997 pour lutter contre un pic de pollution au dioxyde d'azote. Puis de nouveau, 17 ans plus tard, le 17 mars 2014 pour lutter contre un pic de pollution aux particules fines sévissant depuis plusieurs jours en Île-de-France. La restriction s'est appliquée de 5 h 30 à minuit. Enfin le lundi 23 mars 2015 sur demande de la maire de Paris, Anne Hidalgo. N'étaient pas soumis à cette restriction : les véhicules particuliers électriques, hybrides, roulant au gaz naturel (GNV) ou au gaz liquéfié (GPL) ou transportant au moins trois personnes (pour favoriser le covoiturage) et les véhicules utilitaires légers (camionnettes) ainsi que les véhicules assurant une mission de service public ou d'urgence (pompiers, police, poste, ambulances, etc.), les transports publics et les taxis, les véhicules de transports de produits frais, de dépannage, de déménagement, de nettoyage, d'enlèvement des ordures, de transports de fonds ou de journaux et les véhicules de presse. Les camions de plus de 3,5 tonnes et les véhicules sans pot catalytique étaient interdits de circulation, quelle que soit leur plaque d'immatriculation. Les hasards du calendrier ont abouti au fait que dans les trois cas, seuls les véhicules impairs étaient autorisés à circuler.
À la suite d'un nouvel épisode de pollution aux particules fines, et avec une météo fixe sur l'Île-de-France, la circulation alternée est appliquée dès le 6 décembre 2016 (plaques d'immatriculation portant un numéro pair), ainsi que les 7 (numéros impairs), 8 et 9 décembre sur Paris et 22 communes formant la petite couronne. La préfecture de police de Paris impose l'abaissement obligatoire des vitesses sur les routes de la région ainsi que le contournement pour les véhicules de plus de 3,5 tonnes de l'Île-de-France via l'A104 ou la N104. Le syndicat des transports d'Île-de-France a appliqué la gratuité des transports en commun sur l'ensemble de cette période mais le RER B ainsi que la Ligne H du Transilien ont connu des incidents électriques pendant près de trois jours,. C'est la première fois que la circulation alternée est appliquée pendant plusieurs jours consécutifs depuis son instauration en 1997. À la suite de l'amélioration météorologique de la fin de semaine celle-ci n'est pas reconduite ; toutefois les autorités ont appelé les automobilistes à abaisser leur vitesse sur les routes de la région. La circulation alternée est de nouveau appliquée le 16 décembre et le 17 décembre,. La circulation alternée a également été mise en place dans la région lyonnaise, pour la première fois hors de la région Île-de-France.
En 2016, le gouvernement met en place un certificat qualité de l'air qui permet aux villes d'identifier les véhicules pouvant circuler, ou stationner, dans les « zones à circulation restreinte ». À partir du 16 janvier 2017, seuls les véhicules éligibles à un certificat — ceux satisfaisant au moins à la norme européenne d'émission Euro 2 (c'est le cas de tous les véhicules immatriculés en France après le 1er janvier 1997) — pourront circuler dans Paris du lundi au vendredi de 8 h à 20 h.
Par exemple, depuis le 1er novembre 2016, un certificat est obligatoire pour circuler dans les 49 villes de l'agglomération de Grenoble en cas de pic de pollution prolongé (à partir du 5e jour), et les catégories 4 et 5 sont interdites à partir du 7e jour de pollution ; les contrevenants seront verbalisés à partir du 1er janvier 2017.

#### Grèce
Le nuage de pollution qui surplombe Athènes est appelé le « néfos ». La circulation alternée a été instaurée dans un périmètre restreint et n'atteint pas ses objectifs, étant contournée de diverses manières par les habitants.

#### Mexique
La ville de Mexico connait de forts problèmes de pollution atmosphérique, et depuis 1988 la circulation alternée des voitures y est obligatoire de manière permanente. Ce programme est connu sous le nom Hoy No Circula (es) (littéralement : « aujourd’hui [votre voiture] ne circule pas »). La circulation est interdite pour chaque véhicule l'un des cinq jours ouvrables de la semaine selon la couleur d'une pastille présente sur sa plaque d’immatriculation.
Depuis 2008, une restriction particulière s'applique aussi les samedis. En cas de pic de pollution, la restriction est plus stricte : seule une voiture sur deux est autorisée à circuler (immatriculation paires ou immatriculations impaires).

#### Brésil
La ville de São Paulo a établi en 1997 une restriction de circulation aux heures de pointes dans le centre étendu de la ville. La restriction est appliquée à chaque véhicule l'un des cinq jours ouvrables de la semaine selon le dernier chiffre de la plaque d'immatriculation.

#### Suisse
Le Conseil d'État du canton de Genève peut introduire une réglementation exceptionnelle du trafic (circulation alternée) lorsque la concentration de PM10 (pollution due aux particules fines) excède 150 μg/m3 (microgrammes par mètre cube). Genève est en 2006 le seul canton suisse à disposer d'une telle législation.

#### Colombie
Le pico y placa (es) est un système s'appliquant dans les principales villes du pays avec généralement une interdiction de circuler certains jours à certains numéros de plaque.